# بيليسوما شوغي
بيليسوما شوغي غيلاسا (مواليد 19 يوليو 1989 في أوروميا) عداء مسافات طويلة بحريني الجنسية إثيوبي المولد.
قرر الهجرة إلى البحرين في نهاية عام 2009 وكان أول ظهور دولي له بضعة أشهر في بطولة العالم للعدو الريفي 2010 حيث حل في المركز الخمسين. حقق الميدالية الذهبية وحطم الرقم القياسي في سباق 10000 متر في دورة الألعاب الآسيوية 2010.
في الموسم التالي حل في المركز الثلاثين في بطولة العالم للعدو الريفي 2011 مما ساعد البحرين في احتلال المركز السادس في ترتيب الفرق بمساعدة ديجيني ريغاسا وحسن محبوب. حقق فضية سباق 10000 متر في بطولة آسيا لألعاب القوى 2011 وبرونزية سباق 5000 متر في دورة الألعاب العسكرية 2011. شارك في بطولة العالم لألعاب القوى 2011 حيث حل ثامنا. أنهى العام بالمشاركة في دورة الألعاب العربية 2011 حيث حل خامسا.
حل بيليسوما ثالثا في في بطولة آسيا لاختراق الضاحية عام 2012.

## روابط خارجية
- بيليسوما شوغي على موقع الاتحاد الدولي لألعاب القوى (الإنجليزية)
- بيليسوما شوغي على موقع أوليمبيديا (الإنجليزية)